# Marciana Marina
Marciana Marina è un comune italiano di 1 865 abitanti della provincia di Livorno ed è, per estensione territoriale, il più piccolo comune della Toscana. Marciana Marina si trova sull'isola d'Elba ed è bagnata dal Mar Ligure. Ogni anno è sede del Premio Letterario La Tore Isola d'Elba.

## Storia

### Simboli
Stemma
Lo stemma è stato concesso con regio decreto del 7 giugno 1886.
(Art. 5 c. 2 dello Statuto comunale)
La banda caricata di tre api d'oro è un richiamo all'araldica napoleonica.
Gonfalone
(Art. 5 c. 3 dello Statuto comunale)

## Monumenti e luoghi d'interesse

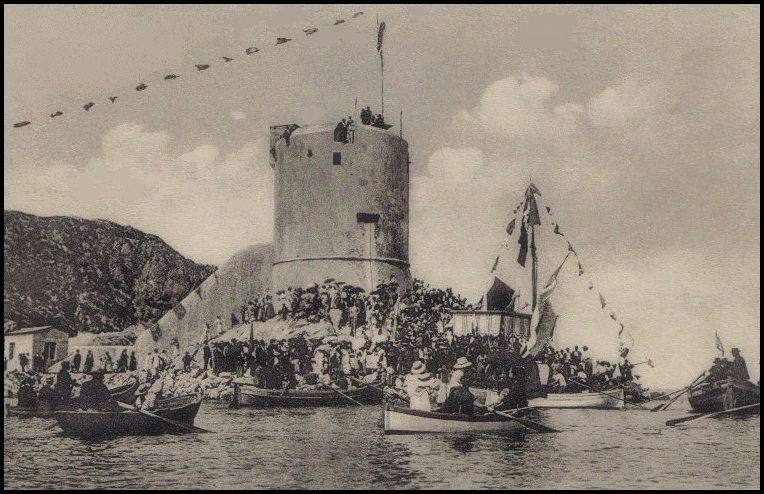
La cerimonia del 1911

All'ingresso del porto, la cui prima pietra venne posta il 10 settembre 1911, si trova l'antica torre degli Appiani, le cui attuali forme sono attribuibili, in base a tipologie stilistiche e strutturali, al Cinquecento. Il primo nucleo del paese, denominato Marina di Marciana o Marciana Marittima, si sviluppò nel luogo detto Il Cotone (termine locale che significa «grosso masso», dall'accusativo latino cotem) presso un porticciolo naturale. Non distante si trovava una piccola area paludosa, poi bonificata. In seguito si ebbe un ulteriore sviluppo urbanistico che dette vita al cosiddetto Vicinato lungo. In pieno centro, in piazza Vittorio Emanuele, va segnalata inoltre la chiesa di Santa Chiara, risalente al 1776. Edifici storici di notevole interesse sono la villa Anselmi-Spinola (che fu sede di un comando della Wehrmacht durante la seconda guerra mondiale) e la villa Leonardi (quest'ultima con triplice veranda su colonne di ordine tuscanico), datate al XIX secolo. Durante il XVIII secolo, per la sua importanza portuale e commerciale, Marciana Marina veniva chiamata «Piccola Marsiglia».
Dalla strada provinciale che unisce Marciana Marina a Procchio è visibile la Spiaggia della Paolina. Intitolata a Paolina Bonaparte dall'imprenditore Giuseppe Cacciò dal 1949 in quanto spiaggia privata dell'albergo Fonte di Napoleone (originariamente la località si chiamava Castiglioncello), ospita ruderi di una costruzione romana risalente ad un periodo compreso tra il I secolo a.C. e il I d.C. ed appartenente forse ad un antico emporio commerciale. Esempi di moderne architetture del secondo dopoguerra sono la Villa Spinelli (località Crocetta), la Villa Albertini, la Villa Del Balzo e la Villa Vannini-Parenti (località Bagno).
La riviera del territorio comunale, partendo da ovest, comprende l'insenatura della Cala, poi la più piccola Caletta, la punta rocciosa della Crestina, la spiaggia della Madonna (così chiamata per la presenza, in cima alla vallata, del santuario della Madonna del Monte) o Ripa Barata (ossia «costa franata») con la sorgente detta Acqua della Madonna, la punta della Madonna, la punta del Nasuto o punta di Tramontana, la Cala Ginestra e, presso Marciana Marina, la Feniccia.
Ad est del paese la riviera comprende punta Nera, punta della Crocetta, lo Schioppo (dal latino scopulus, «scoglio»), la Cote Tonda, la Spiaggia del Bagno con la tonnara del XVII secolo e la spiaggia delle Sprizze. Di interesse è anche la località di Redinoce, che deriva da Rio della Noce.
Dal 2012 il paese è il set della serie targata Sky, I delitti del BarLume.

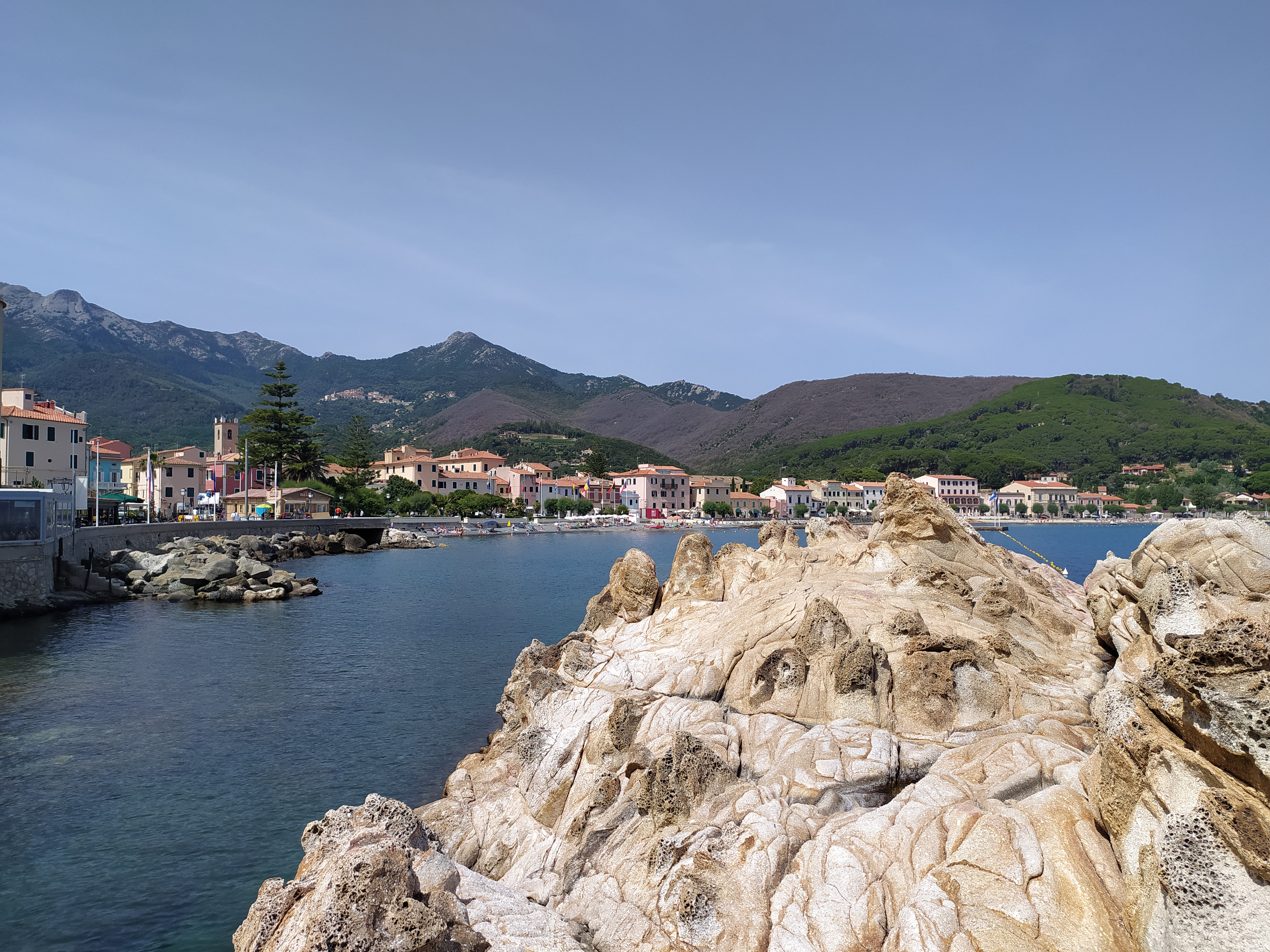
Panorama da Borgo Cotone
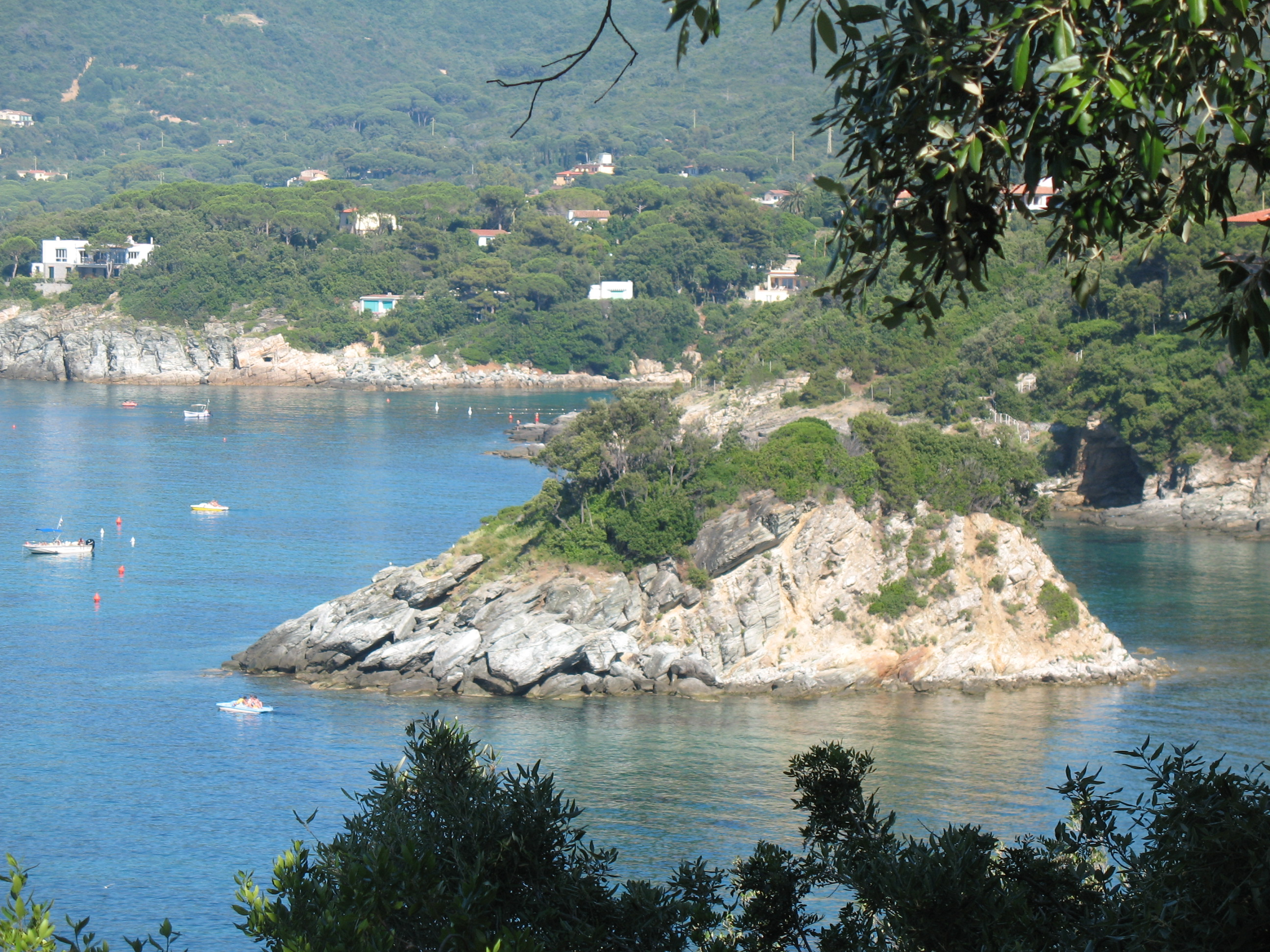
Isolotto La Paolina
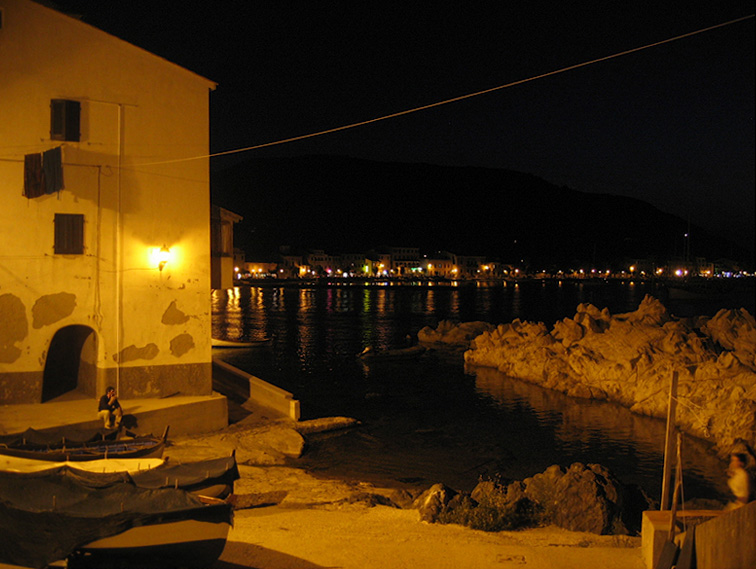
Il porticciolo naturale del Cotone
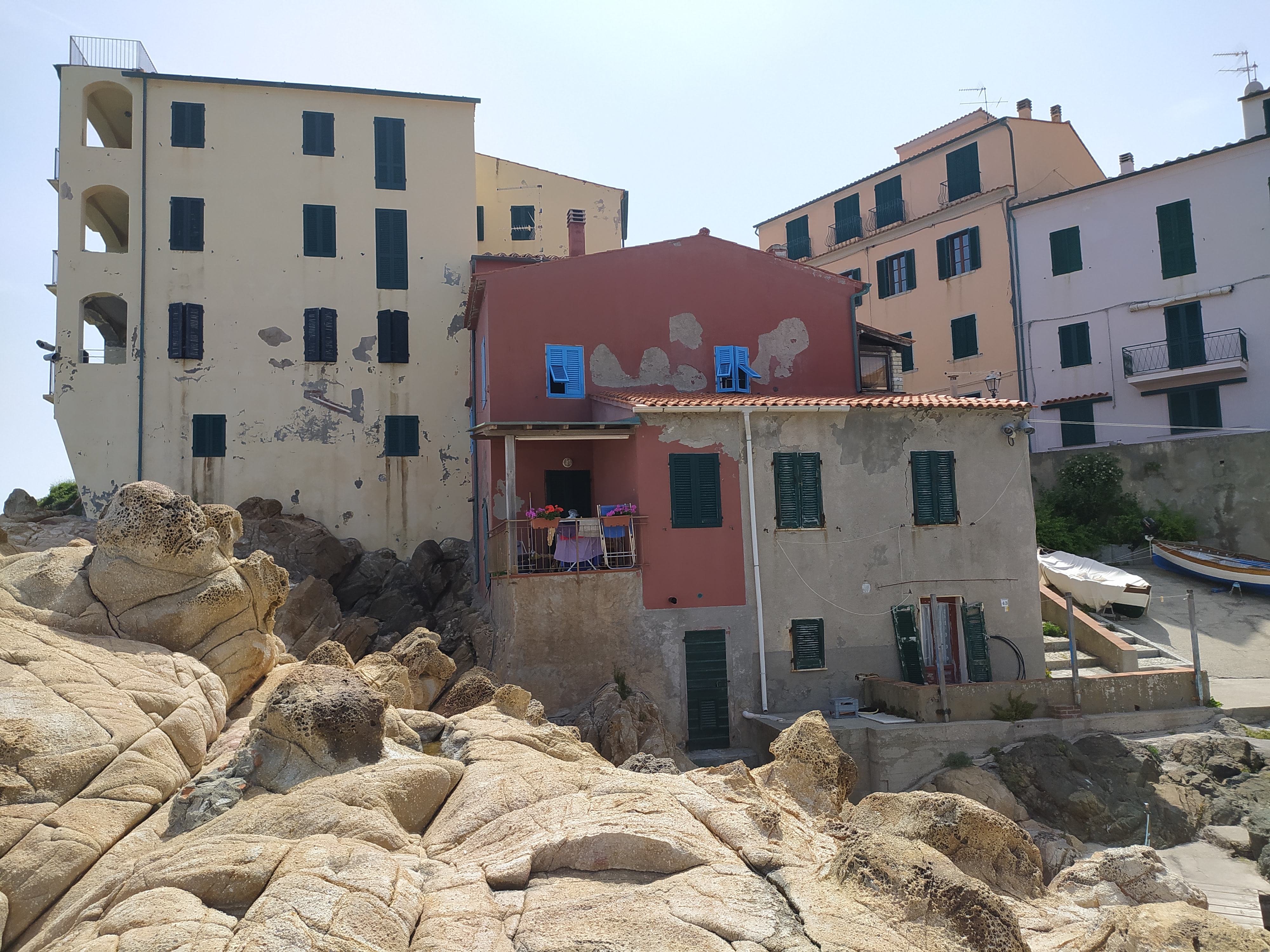
Veduta Borgo Cotone
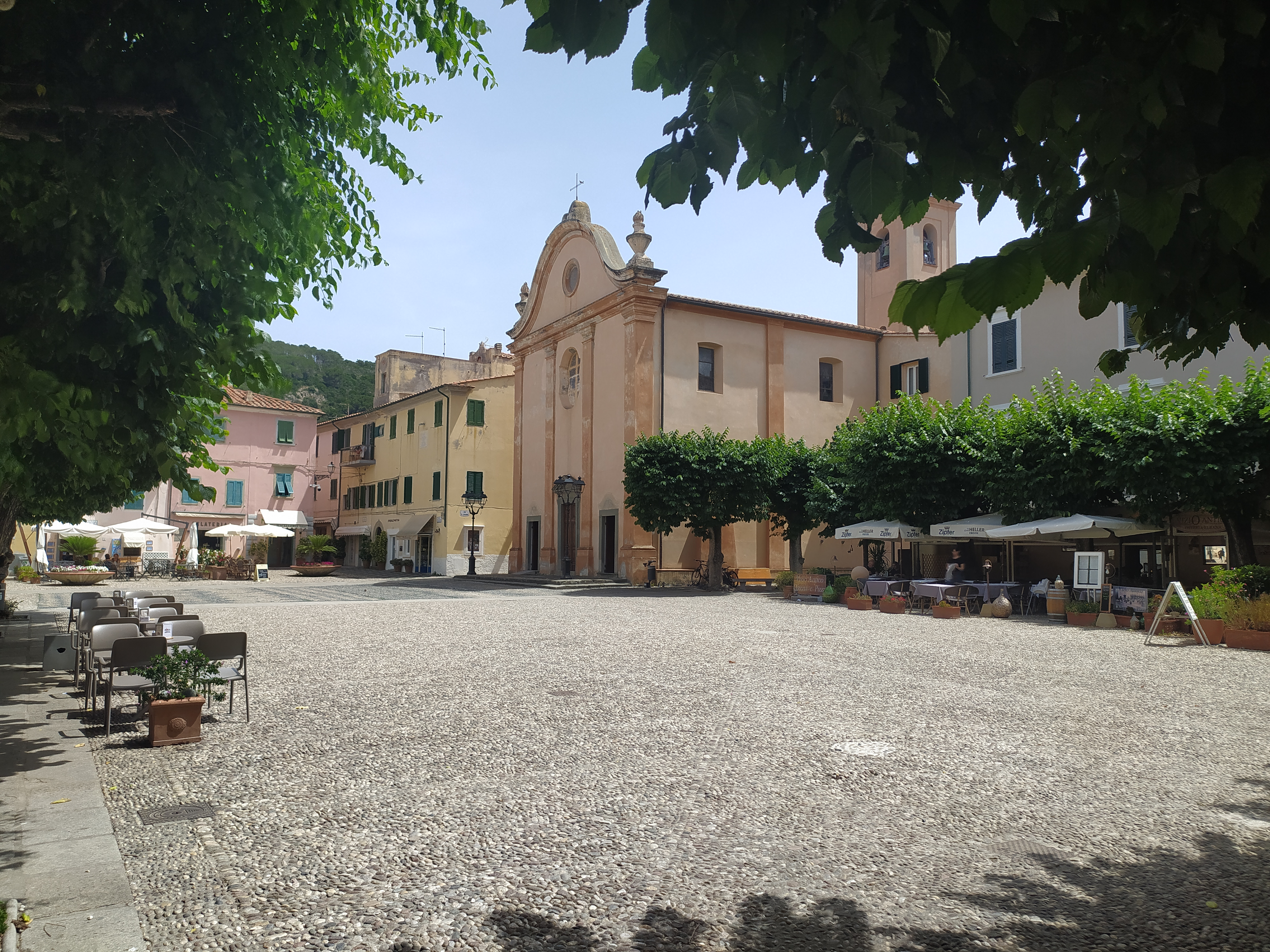
Piazza Vittorio Emanuele e Chiesa di Santa Chiara

## Società

### Evoluzione demografica
Abitanti censiti

### Etnie e minoranze straniere
Secondo i dati ISTAT al 31 dicembre 2018 la popolazione di Marciana Marina è per circa il 92,39% di cittadinanza italiana. La popolazione straniera residente ammontava a 149 persone, il 7,61% della popolazione. Le nazionalità maggiormente rappresentate in base alla loro percentuale sul totale della popolazione residente erano:
1. Romania, 79 – 4,03%
2. Moldavia, 13 – 0,66%

## Amministrazione
- Diffusività atmosferica: alta, Ibimet CNR 2002

Di seguito è presentata una tabella relativa alle amministrazioni che si sono succedute in questo comune.
| Periodo          | Periodo          | Primo cittadino  | Partito                            | Carica      | Note   |
| ---------------- | ---------------- | ---------------- | ---------------------------------- | ----------- | ------ |
| 8 agosto 1988    | 18 gennaio 1992  | Pasquale Berti   | Democrazia Cristiana               | Sindaco     | [ 12 ] |
| 27 luglio 1992   | 21 dicembre 1992 | Matteo Borgosano |                                    | Comm. pref. | [ 12 ] |
| 4 gennaio 1993   | 17 novembre 1997 | Alberto De Fusco | Partito Democratico della Sinistra | Sindaco     | [ 12 ] |
| 17 novembre 1997 | 28 maggio 2002   | Giovanni Martini | centro-destra                      | Sindaco     | [ 12 ] |
| 28 maggio 2002   | 29 maggio 2007   | Giovanni Martini | centro-destra                      | Sindaco     | [ 12 ] |
| 29 maggio 2007   | 7 maggio 2012    | Andrea Ciumei    | lista civica                       | Sindaco     | [ 12 ] |
| 7 maggio 2012    | 12 giugno 2017   | Andrea Ciumei    |                                    | Sindaco     | [ 12 ] |
| 12 giugno 2017   | in carica        | Gabriella Allori | lista civica                       | Sindaco     | [ 12 ] |